# Fernandezina takutu
Fernandezina takutu is een spinnensoort uit de familie Palpimanidae. De soort komt voor in Guyana.